# Active Server Pages
Pour les articles homonymes, voir ASP et ASP.NET.
Chronologie des versions
ASP.NET
Active Server Pages (ASP) est un ensemble de logiciels développés par Microsoft et utilisés dans la programmation web.
La dernière version livrée par Microsoft (la 3.0) date de l'an 2000. Microsoft ASP.NET, sortie en janvier 2002, a ensuite pris sa suite.

## Suite logicielle
C'est une technologie logicielle destinée à créer des sites web dynamiques. Elle nécessite pour fonctionner une plate-forme Windows avec IIS installé, ou encore une plate-forme Linux ou Unix avec une version modifiée d'Apache. ASP est composée d'une structure d'objets accessibles par deux langages principaux : VBScript et JScript. Il est possible d'utiliser d'autres langages comme PerlScript, REXX, ou encore Python en ajoutant à IIS le moteur d'interprétation du langage adéquat.
À l'inverse de certains langages de programmation (C, C++), cette technologie n'utilise pas de langages compilés, mais des langages interprétés.

## Fonctionnement
ASP possède sept vrais objets manipulables : les objets request, response, server, object context, application, session et error.

### Objetrequest
Cet objet permet de lire tout ce qui a été renvoyé par le navigateur client, comme les formulaires ou les cookies. Il permet également d'obtenir des informations sur le serveur, sur le navigateur client, et de récupérer les cookies stockés sur la machine du visiteur. Il permet également de récupérer les données issues d'un formulaire utilisant les deux méthodes HTTP :
- Request.Form lit les données envoyées en mode POST ;
- Request.QueryString lit les données envoyées en mode GET.

### Objetresponse
Inversement, il permet d'envoyer des informations au client, comme le fait d'écrire du texte dans une page ou d'écrire dans des Cookies.

### Objetserver
Cet objet permet de créer et de gérer des connexions à des Bases de Données (nommé ADO), d'ouvrir des fichiers XML, Word, Excel… et en général de créer des objets et d'utiliser des composants installés sur le serveur.

### Objetobject context
Il permet de contrôler les transactions éventuelles avec le serveur de transaction Microsoft.

### Objetapplication
Il permet de stocker des variables globales à tous les visiteurs qui passent sur le site.

### Objetsession
Il permet de stocker des variables uniquement accessibles à un seul visiteur du site.
Utilisé par exemple dans les sites possédant un panier pour stocker des articles.

### Objeterror
Cet objet permet la gestion des erreurs.

## Capacités
ASP utilise COM (aussi appelé ActiveX) pour communiquer avec des ressources du serveur. Il renvoie ensuite de l'HTML au client via le protocole HTTP.
ASP est capable de se connecter à des bases de données, de lire des fichiers XML et possède des composants pour la gestion de l'upload, du FTP…
Il peut lire et écrire des documents issus d'Office (Excel, Word…) en passant par le système COM (voir ci-dessus), si Office est installé sur le serveur. Du reste, d'autres langages (comme PHP) peuvent également utiliser la technologie COM, à condition de tourner également sur un serveur Windows où les produits Office sont installés.
Enfin, depuis la technologie .NET, l'ASP est devenu l'ASP.NET.